# ハインリヒ・ペーターゼン＝アンゲルン
ハインリヒ・ペーターゼン＝アンゲルン（Heinrich Wilhelm Petersen-Angeln、1850年4月4日 - 1906年4月23日）はドイツの画家である。

## 略歴
シュレスヴィヒ＝ホルシュタイン州のヴェステルホルツ（Westerholz）の宿屋、農民の息子に生まれた。姓に故郷のアンゲルン半島の名をつけて名乗るようになったのは、1883年になって仲間となった画家の中に、同名の画家（ハインリヒ・ペーターゼン＝フレンスブルクと名乗ることになった。）がいたためである。普仏戦争に従軍した後、1873年からベルリンの美術学校で学び、1879年から1883年の間はデュッセルドルフ美術アカデミーで、オイゲン・デュッカーに学んだ。1882年からは故郷に近い南デンマークのイーヤンソン教区（Egernsund Sogn）に作られた「Künstlerkolonie Ekensund」（エーケンズント芸術家村)に加わった。
その後、国外で修行のために、イタリア、フランス、ベルギー、ノルウェーなどを旅するが、オランダの港町に魅力を感じることになり、184年から1896年の期間にしばしば、フリシンゲン、テルスヘリング島、エグモント・アーン・デン・フフで絵を描き、1893年にはアメリカ合衆国出身で、エグモントに住んで活動していた画家のジョージ・ヒッチコック（George Hitchcock）の夏のワーク・ショップにも参加した。風景画家として人気があった。

## 作品

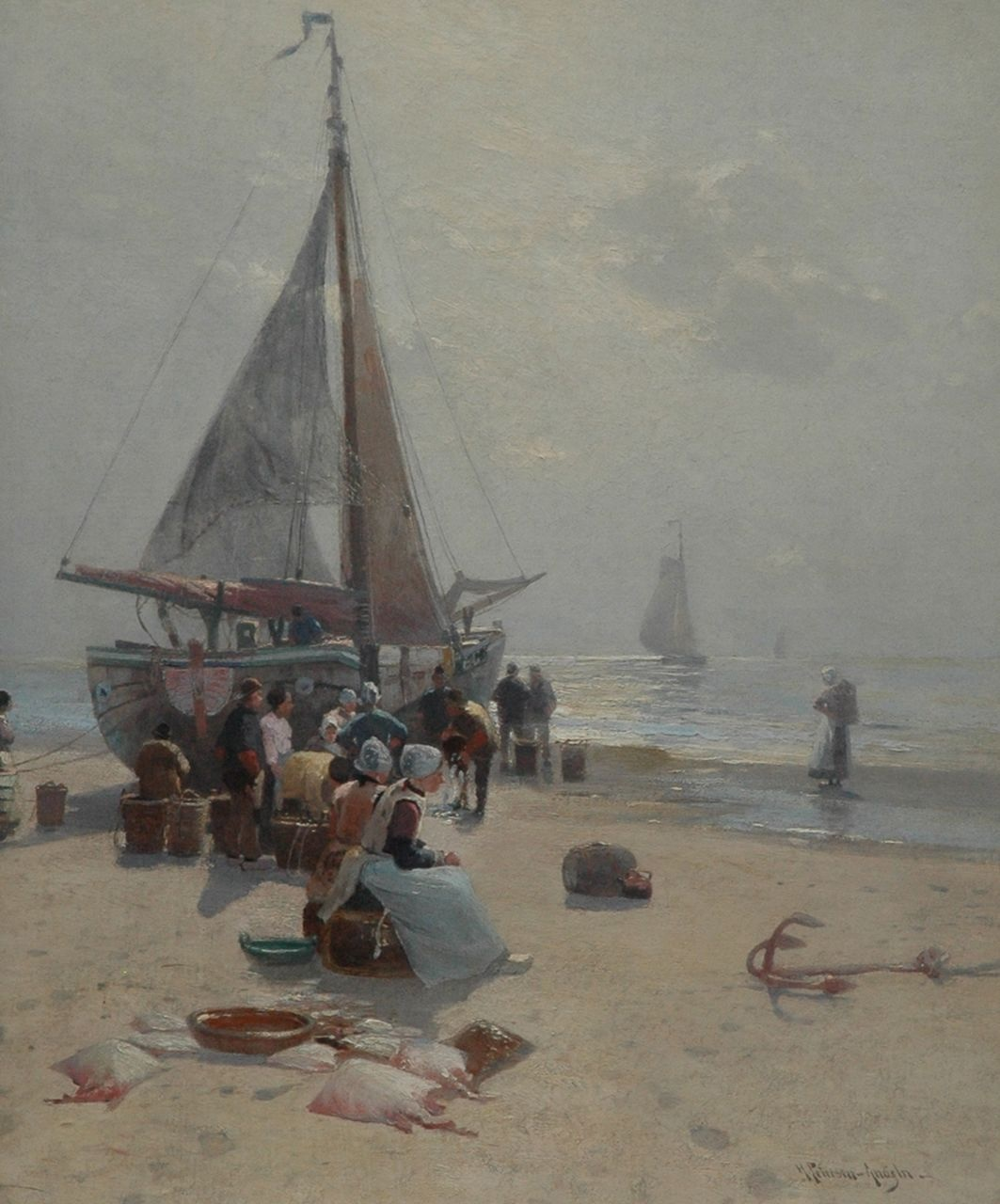
エグモントの漁師(1893-1895)
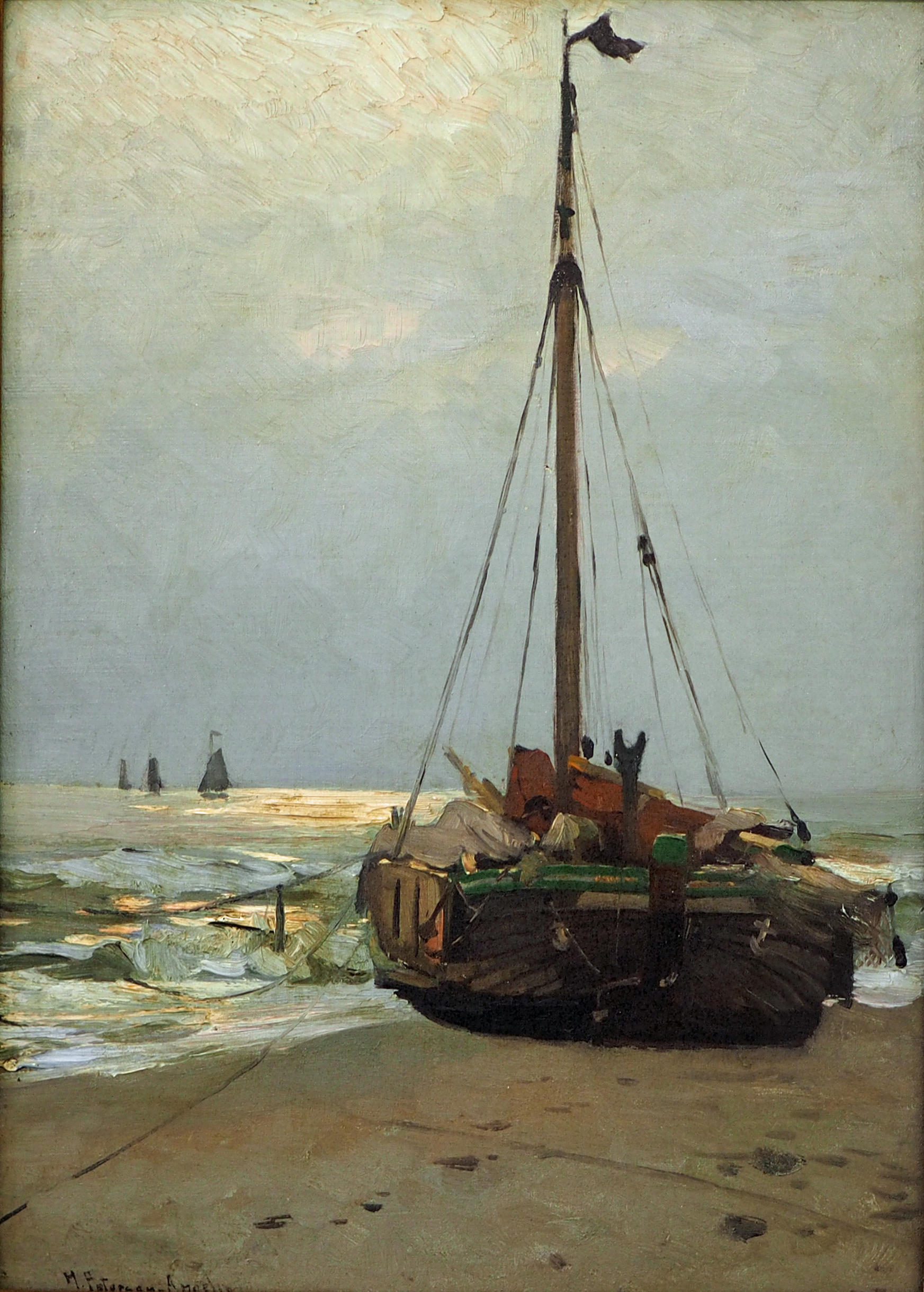
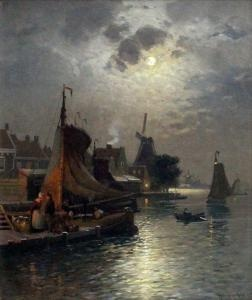
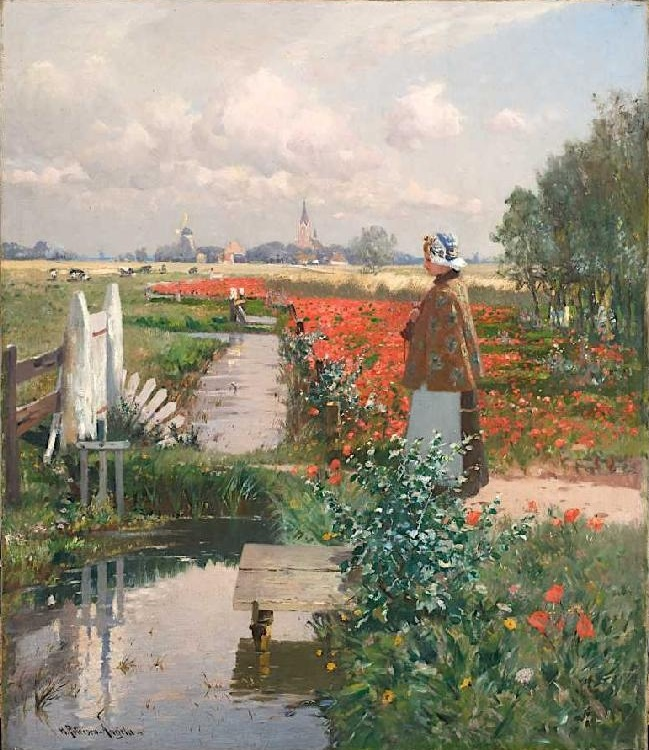
エグモントの花畑と少女

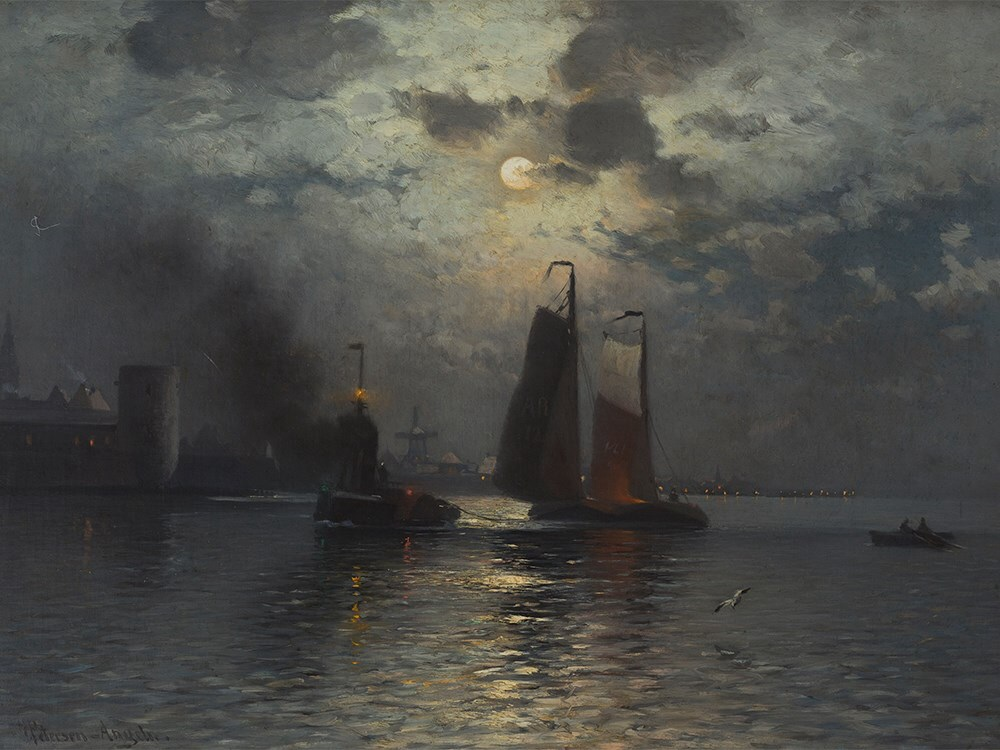
フリシンゲンの風景
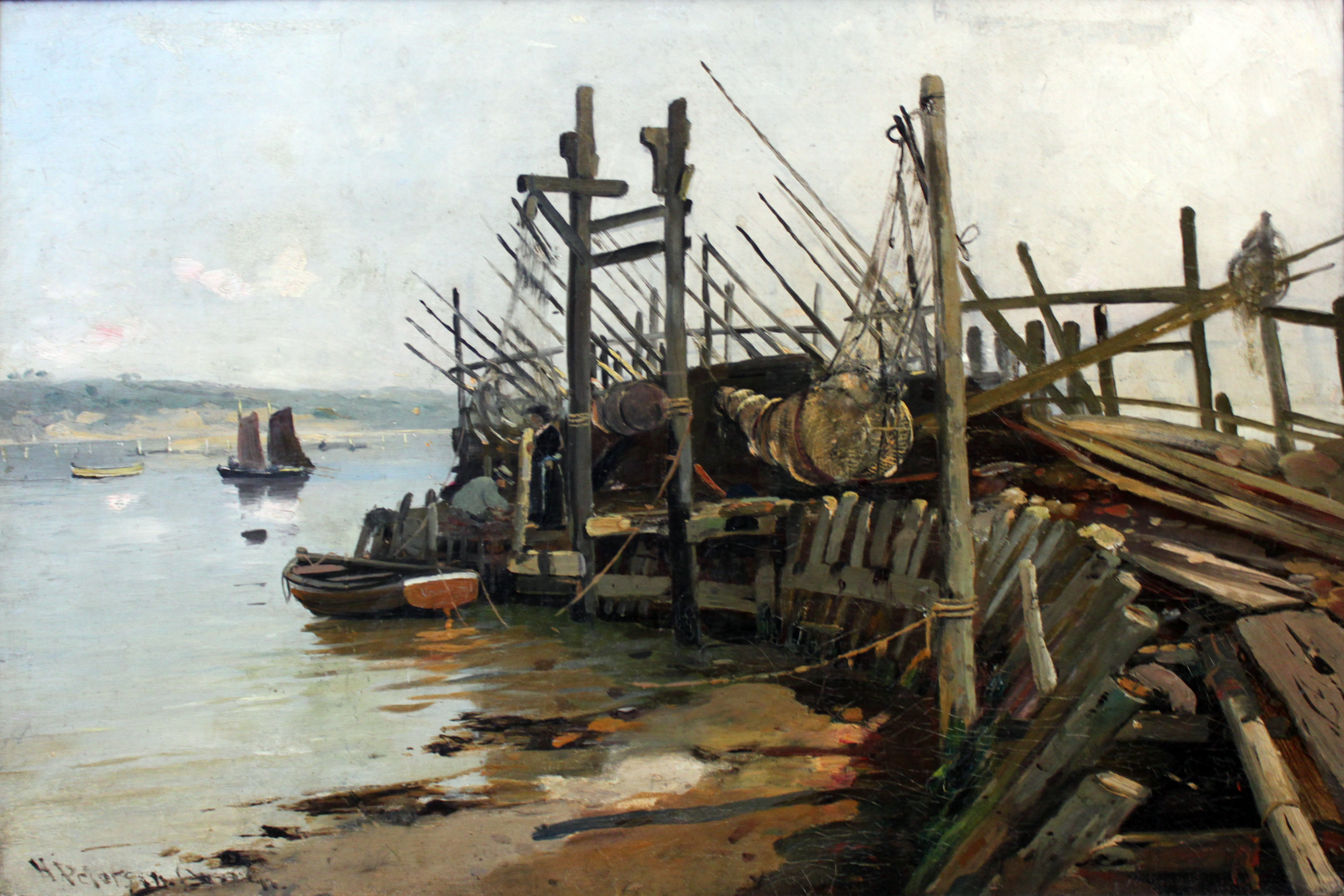
Flensburg Fjordの船着場(1885)
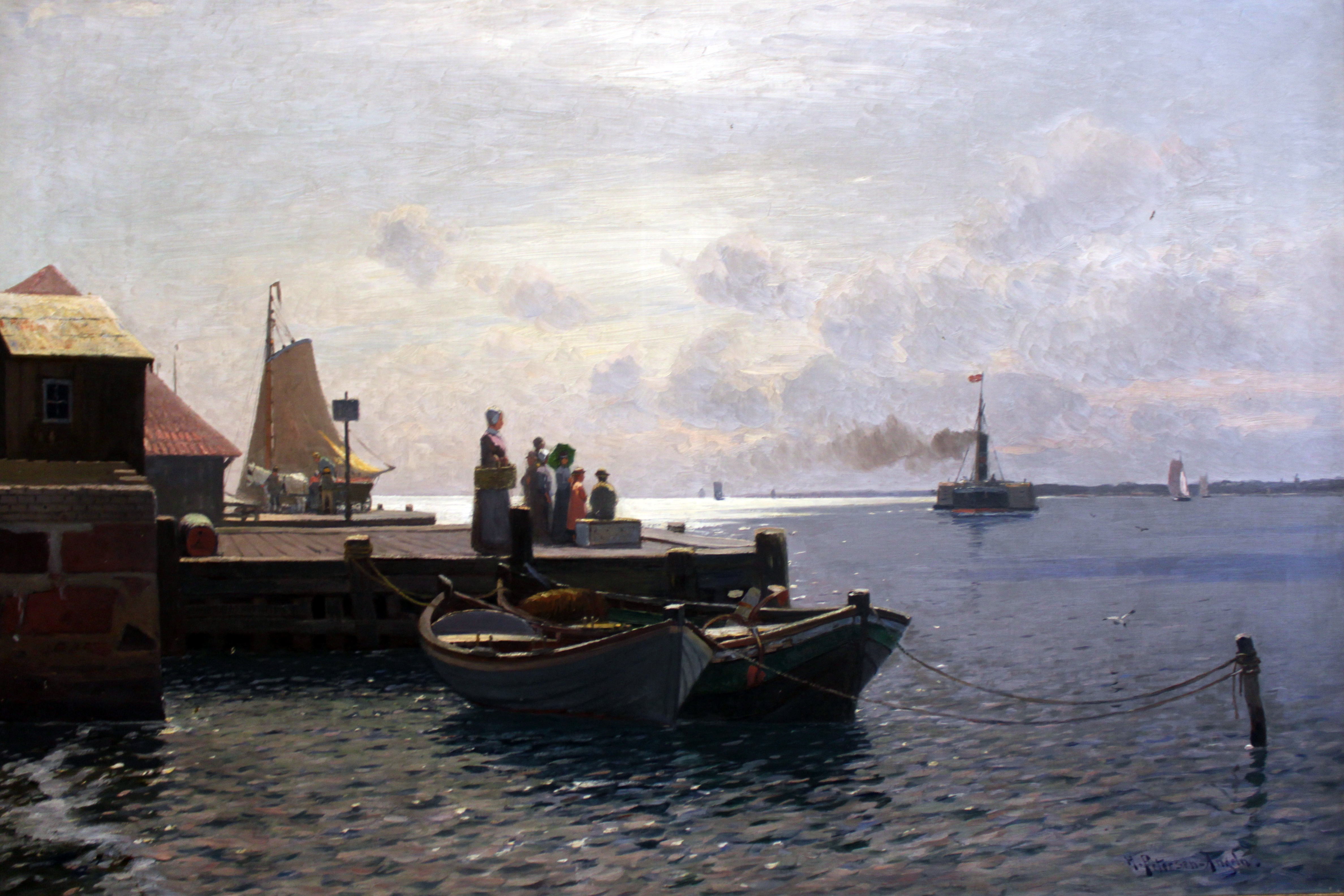
エーケンズント(1900)